# 劉槐楙
劉槐楙（?—?），直隶天津府静海縣人，清朝政治人物，同进士出身。
乾隆五十四年（1789年）己酉科进士，授山西交城縣知縣。